# Bettina Woernle
Bettina Woernle (* 24. November 1948 in Stuttgart) ist eine deutsche freie Drehbuchautorin und Regisseurin.

## Leben
Bettina Woernle studierte an der Kunstakademie Stuttgart, an der Gesamthochschule Wuppertal und an der Universität Köln Theater-, Film- und Fernsehwissenschaft, Soziologie und Philosophie. Seit 1979 arbeitet sie im Spielfilmbereich als Drehbuchautorin und Regisseurin für Film und Fernsehen. Seit 1991 leitet sie Drehbuch- und Regieseminare am Filmhaus Köln und ist seit 2000 Gastdozentin für Regie an der Filmakademie Baden-Württemberg. Bettina Woernle ist Mitglied der Deutschen Filmakademie und erhielt für den Film Sydney an der Wupper (1982) den Bundesfilmpreis, das Filmband in Gold und das Prädikat Besonders wertvoll. Für die Serie Phoenixsee wurde sie in der Kategorie „Beste Regie TV-Serie/Mehrteiler“ für den Deutschen Regiepreis Metropolis nominiert.

## Filmografie (Auswahl)

### Drehbuch
- 1987: Denkste!? Nur für mich
- 1991: Der Einbruch
- 2009: Liebe verlernt man nicht
- 2017: Unterwegs mit Elsa

### Regie
- 1971: Bleibt Banz Banz?
- 1983: Sydney an der Wupper – Dreamtime
- 1986: Ich, Georg Gärtner
- 1987: Denkste!?
  - Nur für mich
- 1990: Kommissarin Goedeke
  - Wer hat was gegen Romeo?
  - Schlechte Karten für Beckmann
  - Alles für die Katz‘
  - Erpresser auf vier Beinen
  - Flirt mit Folgen
  - Angst aus der Retorte
  - Einstand bei Rotlicht
- 1990: Liebe und Maloche
- 1991: Der Einbruch
- 1992: Andere Umstände
- 1993: Ein Bett für Drei
- 1994: Julie Lescaut
  - Die Spitze des Dreiecks
- 1995: Angst
- 1996: Rache ist süß
- 1996: Wolkenstein
  - Judas
- 1996–1997: Schwurgericht
- 1997: Der Mordsfilm
  - Tödliches Geschäft – Nur Geld macht glücklich (1997)
- 1997/2001: Girl Friends
- 1997–2002: Freundschaft mit Herz
  - In die Karten geguckt
  - Eifersucht
  - Elfie in Angst
  - Marie räumt auf
  - Ich kämpfe um mein Kind (Teil 1/2)
  - Frischer Wind
  - Vaterliebe
  - Ein schwerer Schlag
  - Mobbing
- 1998: Wiedersehen in Palma
- 2000: Das schwangere Mädchen
- 2001: Das Geheimnis meiner Mutter
- 2002: Der Augenblick der Begierde
- 2003–2004: Dr. Sommerfeld
- 2004: Unser Kindermädchen ist ein Millionär
- 2005: Noch einmal zwanzig sein
- 2006: Das Geheimnis meiner Schwester
- 2006: Das Glück am Horizont
- 2007/2008: Liebe verlernt man nicht
- 2008: Männer lügen nicht
- 2008: Das Glück am Horizont
- 2009: Zum Schwarzwaldhof
  - Forellenquintett
  - Alte Wunden
- 2010: Die Stein
  - Offene Fragen
  - Neue Wege
  - Frischer Wind
- 2012: Unterwegs mit Elsa
- 2015: Phoenixsee Staffel 1
- 2018: Phoenixsee Staffel 2
- 2018/2019: Tonio & Julia
  - Ein neues Leben
  - Schulden und Sühne
  - Nesthocker
  - Der perfekte Mann